# ND Lendava 1903
El ND Lendava 1903 es un equipo de fútbol de Eslovenia que juega en la Prva Liga, la máxima categoría de fútbol en el país.

## Historia
Fue fundado el 9 de julio de 2012 en la ciudad de Lendava como el equipo sucesor del NK Nafta Lendava, equipo que fue uno de los equipos fundadores de la Prva SNL y que desapareció en 2011 tras declararse en bancarrota, aunque la Asociación de Fútbol de Eslovenia no lo reconoce legalmente como el sucesor y la historia de ambos equipos es considerada como equipos separados. Aunque el equipo tiene como nombre oficial Lendava 1903 opera de manera comercial como NK Nafta 1903.
En su año de debut logra el ascenso a la Tercera Liga de Eslovenia,liga en la que estuvo por tres temporadas hasta lograr el ascenso a la Segunda Liga de Eslovenia en la temporada 2016/17.
En la temporada 2023/24 el equipo finalizó en segunda posición de la 2. SNL, lo que en un principio implicaba que el equipo jugaría el play-off de ascenso a la Prva Liga, sin embargo, debido al descenso administrativo del NK Rogaška, el Nafta 1903 ganó su ascenso de manera directa, por lo que en la temporada 2024/25 el equipo de Lendava debutó en la máxima categoría del fútbol esloveno.

## Palmarés
- Slovenian Third League (1): 2016–17
- Slovenian Fourth League (1): 2012–13[5]

- Copa MNZ Lendava (2): 2015–16, 2016–17[6]